# قولقتی پایین
قولقتی پایین (به لاتین: Aşağı Qolqəti) یک منطقه مسکونی در جمهوری آذربایجان است که در شهرستان آق‌داش واقع شده‌است.